# حارة الحمزة الشرقية (صنعاء)
حارة الحمزة الشرقية هي إحدى حارات حي السبعين بمديرية السبعين إحد مديريات العاصمة اليمنية صنعاء، بلغ تعداد سكانها 2645 نسمة حسب تعداد اليمن لعام 2004.